# Guldbagge 2001
La 36ª edizione del Premio Guldbagge si è svolta a Stoccolma il 5 febbraio 2001. 

## Vincitori
Vengono di seguito indicati in grassetto i vincitori. Ove ricorrente e disponibile, viene indicato il titolo in lingua italiana e quello in lingua originale tra parentesi.
Miglior film
- Canzoni del secondo piano (Sånger från andra våningen), regia di Roy Andersson
  - Jalla! Jalla!, regia di Josef Fares
  - Vingar av glas, regia di Reza Bagher

Miglior regista
- Roy Andersson - Canzoni del secondo piano (Sånger från andra våningen)
  - Geir Hansteen Jörgensen - Det nya landet
  - Lukas Moodysson - Together (Tillsammans)

Miglior attrice
- Lena Endre - L'infedele (Trolösa)
  - Sara Sommerfeld - Vingar av glas
  - Lia Boysen - Det nya landet

Miglior attore
- Kjell Bergqvist - Den bästa sommaren
  - Per Graffman - Före stormen
  - Michalis Koutsogiannakis - Det nya landet

Miglior attrice non protagonista
- Bibi Andersson - Det blir aldrig som man tänkt sig
  - Aminah Al Fakir - Vingar av glas
  - Cecilia Nilsson - Den bästa sommaren

Miglior attore non protagonista
- Said Oveissi - Vingar av glas
  - Brasse Brännström - Gossip
  - Michael Nyqvist - Together (Tillsammans)

Migliore sceneggiatura
- Roy Andersson - Canzoni del secondo piano (Sånger från andra våningen)
  - Lukas Moodysson e Peter Birro - Det nya landet
  - Lukas Moodysson - Together (Tillsammans)

Migliore fotografia
- István Borbás e Jesper Klevenås - Canzoni del secondo piano (Sånger från andra våningen)
  - John O. Olsson - Knockout
  - Esa Vuorinen - Dubbel-8

Miglior film straniero
- Magnolia, regia di Paul Thomas Anderson
  - Boys Don't Cry, regia di Kimberly Peirce
  - American Beauty, regia di Sam Mendes

Premio Guldbagge onorario
- Annalisa Ericson